# Скотоводство
Скотово́дство — доминирующая отрасль животноводства, специализирующаяся на разведении крупного рогатого скота для получения молока, говядины, кожевенного сырья, а также в качестве тягловой силы.
В сельском хозяйстве в зависимости от основной направленности деятельности скотоводческие хозяйства разделяются на молочные, мясо-молочные и мясные. В зависимости от типа хозяйствования различают кочевое скотоводство (наиболее древнее), полукочевое (или отгонное) и стойловое, преобладающее в наше время.
Скотоводство практикуется во всём мире и играет важную роль в экономике многих стран. В настоящее время по поголовью крупного рогатого скота лидируют Индия, Бразилия, США, Китай и Аргентина, а по производству молока — Индия, США, Китай, Германия и Бразилия.
Основные районы разведения молочных и молочно-мясных пород в России — лесная и лесостепная зоны. Кроме того, эти отрасли развиваются в пригородных районах, расположенных вблизи потребителей. Скотоводство мясного и мясо-молочного направления развито и на засушливых пастбищах степной зоны и полупустынь.
Также под скотоводством понимается и дисциплина (предмет) сельскохозяйственной науки.

## История развития
Начало разведения крупного рогатого скота относится к неолиту, когда охота и собирательство постепенно замещаются скотоводством и земледелием (см. Неолитическая революция). Древнейшие следы скотоводства на данный момент обнаружены в регионе Плодородного полумесяца, а также в Иране (Ганджи-Даре).
Продолжительное время скотоводство заключалось в выгуле (выпасе) пастухами скота на пастбищах. В течение дня скот один раз останавливался на отдых (табор), как правило, у водоёма. В отдельных случаях в выпасе скота пастухи использовали собак.
В настоящее время в развитых странах широко используется стойловое содержание скота на животноводческих фермах.

## Влияние на глобальное потепление
Разведение КРС оказывает значительное влияние на глобальное потепление вследствие выработки в кишечнике животных около 10 % антропогенных парниковых газов: углекислого газа (CO2), метана (CH4), оксида азота(I) (N2O) и некоторых других. Для уменьшения выбросов предлагаются различные методы, применяемые пока лишь в экспериментах, а также сокращение поголовья, например, при снижении потребления их мяса (что пропагандируется разными организациями).